# Stockholms idrottspark
Stockholms Idrottspark var en idrottsplats anlagd på mark som tillhörde jaktparken Djurgården, och låg vid platsen för nuvarande Stockholms stadion på Norra Djurgården i Stockholm, gränsande till Sturevägen (som var Lidingövägens föregångare), Valhallavägen och Sofiahemmet. Idrottsparken invigdes den 8 september 1896 och revs i november 1910. Den var Stockholms första civila idrottsarena. Dess arkitekter var Fredrik Lilljekvist och Rudolf Arborelius. Anläggningen omfattade bland annat en grusplan för fotbollsspel och friidrott med en cementbana runtomkring. Cementbanan hade en omkrets på 400 meter, och användes för cykling och löpning.

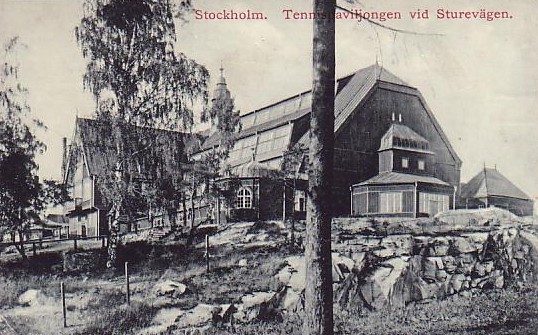
Paviljong i Idrottsparken cirka 1900.

Vid sidan om Stockholms idrottspark fanns två tennisplaner samt två större paviljonger, varav den östra, Tennispaviljongen, inrymde bland annat två täckta tennisplaner med trägolv, samt den västra, Skridskopaviljongen, bland annat en större samlingshall. Bolaget för Stockholms idrottspark drevs av bland andra Viktor Balck.
Stockholms idrottspark ansågs vara en mönsteranläggning i sitt slag, och dess anläggande möjliggjordes genom att kung Oscar II upplät mark på Norra Djurgården. Anläggningen var uppförd i en lätt festarkitektur som präglade Sveriges äldsta idrottsanläggningar.
Svenska bandyfinalen var ett rent Stockholmsderby när den hölls här 1909. AIK besegrade Djurgårdens IF med 7-3.
Stockholms idrottspark revs 1910 för den nuvarande Stockholms Stadion som byggdes till Olympiska sommarspelen 1912. Från anläggningens tid finns numera enbart Tennispaviljongen kvar, som flyttades 1911 till sin nuvarande plats vid Fiskartorpsvägen 20.
Strax intill byggdes 1906 Östermalms IP, som ännu finns kvar.

### Fotnoter
1. ↑   Schantz, Peter. 2022. Om stegen till Stadionhöjden – en platshistorisk berättelse. Föreningen GCI:s årsskrift 2022. Jubileumsskrift. (red. Gitten Skiöld). Stockholm: Föreningen GCI, s. 50-63.
2. ↑  Jimmy Lindahl (Januari 2002). ”Hundra år sedan den svenska seriepremiären”. Bolletinen. http://www.bolletinen.se/sfs/allsvenskan/serien100.pdf. Läst 9 oktober 2011.